# ひげも使いよう
『ひげも使いよう』(Pecos Pest、1955年11月12日）は、「トムとジェリー」の作品のひとつ。

## 概要
第1作『上には上がある』以来、長きに渡り「トムとジェリー」シリーズに製作として携わってきたフレッド・クインビー名義の最後の作品。また標準サイズ(4:3)で製作された最後の作品でもある。

## スタッフ
- 監督 - ウィリアム・ハンナ、ジョセフ・バーベラ
- 製作 - フレッド・クインビー
- 作画 - ケネス・ミューズ、エド・バージ、レイ・パターソン、アーヴン・スペンス
- 背景 - ロバート・ジェントル
- 音楽 - スコット・ブラッドリー
- 挿入歌(アンクル・ペコスが歌う歌の原曲) - カエルのプロポーズ（英語版）[1]
- アナウンサー - ドーズ・バトラー[2]

## あらすじ
| 「 | 親愛なる甥っ子 テレビデビューすることになって都会へ向かっているところだ。今晩お前の家に泊めさせてもらう。 アンクル・ペコス | 」 |

ジェリーは、叔父でミュージシャンであるテキサスのアンクル・ペコス（声・歌:シャグ・フィッシャー、クレジット無し / 吹替・鹿島信哉（TBS版）→辻村真人（LD、VHS、DVD版））の電報を受け取る。間もなく訪ねて来たペコスは、ジェリーに自慢の歌とギター演奏を披露するが、途中でギターの弦が切れてしまう。
代わりの弦は無いかと尋ねるがジェリーは持っていない。そこでペコスが目をつけたのは近くで眠っていたトム。ペコスは否応なしに彼のひげを引っこ抜き、新しい弦として張り替えてしまった。追いかけるトムに礼を言いつつ改めて演奏を再開するペコスだが、また弦が切れてしまい…。
こうしてペコスとトムのドタバタは始まった。快くひげを抜かれてたまるはずもないトムは防戦一方逃げ惑うが、切れた弦のために念願のテレビ出演を諦めるわけにいかないペコスは、ジェリーが止めるのも構わず執念深くトムを追い詰め次々とひげを奪い取ってしまう。最終的にはトムも降伏し、ペコスにひげを自ら差し出す羽目に。こうしてトムより計5本のひげをぶん捕ったペコスはテレビ出演のためにジェリー宅を発つ。
翌日、ペコスの出演するテレビショーを見るトムとジェリーだったが、本番中にペコスのギターの弦がまたまた切れてしまう。それを見て大笑いするトムだったが、突然テレビ画面からペコスの腕が伸び、トムのひげを奪い取ってしまう。ひげを全て失ったトムを余所に、無事に歌い上げるペコスだった。
備考
「トムとジェリーショー」シーズン２の第４３話「ロデオで大暴れ」では、トムの回想シーンとして、本作のワンシーンが使われていた。なお、アンクル・ペコスもこのエピソードに登場していた。また、アンクル・ペコスは「トムとジェリーテイルズ」で再登場する。

## 登場キャラクター
トム
ペコスにひげを抜かれたことに腹を立て、様々な手段でペコスから逃れようとするも、執拗かつ強引にひげを奪いに現れるペコスに最終的に降伏。最後はテレビでの演奏中に弦が切れたペコスを嘲笑するが、画面越しに残り一本のひげを抜かれた。
『夢と消えた百万ドル』以降、トムのひげは通常4本に描かれてきたが、今作では作品の性質上初期作品群と同様6本に描かれている。
ジェリー
叔父のペコスを自身の家に迎える。ギターの弦の代わりとしてトムのひげをもらおうとするペコスを必死で制止しようと試みた。
アンクル・ペコス
テキサスに住むジェリーの叔父で、フォークギターを奏でるミュージシャン。テレビ出演前日にジェリーの家へ宿泊し、ギターの弦が切れるとジェリーの制止を振り切ると共にトムからひげを強奪し、新たな弦にした。テレビ出演本番中もギターの弦が切れると、画面越しにトムのひげを抜いた。原語版では吃音混じりだが日本語吹替版では普通の話し方をする。

## 日本でのテレビ放映
TBS系列及び他系列で、1964年～1990年頃まで時折放映された。DVDにも収録。

## 関連事項
- トムとジェリー